# Кинетические методы анализа
Кинетические методы анализа — методы химического анализа, использующие зависимость между скоростью реакции и концентрацией реагирующих веществ. Определяемое вещество может расходоваться в процессе реакции, быть её катализатором, а также активатором или ингибитором действия катализатора. Кинетические методы анализа характеризуются высокой чувствительностью, что особенно касается определения концентрации ионов некоторых металлов. Кинетические методы применяют для определения микроэлементов, ничтожных концентраций примесей в металлах и их сплавах, в воде и веществах особой чистоты.